# Lamballe-Armor
Lamballe-Armor község Franciaország Bretagne régiójában, Côtes-d’Armor megyében. Új községként 2019. január 1-jén jött létre három korábbi község: Lamballe, Morieux és Planguenoual egyesítésével. Lakosainak száma 16 911 fő (2022. január 1.).

## Népesség
| Lakosok száma | 16 578 | 16 742 | 16 688 | 16 689 | 16 845 | 16 911 |
|               | 2017   | 2018   | 2019   | 2020   | 2021   | 2022   |